# Tour de Beauce 2012
La 27ª edición de la competición ciclista Tour de Beauce se disputó desde el 12 al 17 de junio de 2012.
Con un recorrido muy similar a la edición 2011, la carrera tuvo 6 etapas y 756 kilómetros de recorrido. La 3ª culminó en alto, en el Mont Mégantic, la 4ª fue la contrarreloj sobre 20 kilómetros y las últimas 2 etapas se realizaron en circuitos en las ciudades de Quebec y Saint-Georges.
Integró el calendario del UCI America Tour 2011-2012 dentro de la categoría 2.2 y fue la 23.ª carrera de dicha competición.

## Equipos participantes
Participaron 17 equipos de entre 6 y 7 ciclistas formando un pelotón de 116 corredores de los que arribaron 56. Los equipos que formaron el pelotón eran 4 de categoría Profesional Continental, 6 de categoría Continental, 6 amateurs y una selección de Canadá.
| Equipo                         | Categoría               |
| ------------------------------ | ----------------------- |
| SpiderTech powered by C10      | Profesional Continental |
| UniteHealthcare                | Profesional Continental |
| Team Type 1-Sanofi             | Profesional Continental |
| Champion System                | Profesional Continental |
| Ekoï.com-Gaspésien             | Continental             |
| Optum-Kelly Benefit Strategies | Continental             |
| Node 4-Giordana Racing Team    | Continental             |
| Team Exergy                    | Continental             |
| Competitive Cyclist            | Continental             |
| Team Raleigh-GAC               | Continental             |
| Team H&R Block                 | Amateur                 |
| Trek Red Truck Racing Team     | Amateur                 |
| Garneau-Quebecor-Norton Rose   | Amateur                 |
| Team Médique                   | Amateur                 |
| Deda/Hype                      | Amateur                 |
| Pure Black Racing              | Amateur                 |
| Selección de Canadá            |                         |

## Etapas
| Etapa | Fecha       | Recorrido                             | Km       | Ganador              | Líder             |
| 1ª    | 12 de junio | Lac-Etchemin-Lac-Etchemin             | 162      | Francisco Mancebo    | Francisco Mancebo |
| 2ª    | 13 de junio | Thetford Mines-Thetford Mines         | 160      | Craig Lewis          | Francisco Mancebo |
| 3ª    | 14 de junio | Saint-Georges-Mont-Mégantic           | 164      | Matt Cooke           | Francisco Mancebo |
| 4ª    | 15 de junio | Saint-Benoît-Labre-Saint-Benoît-Labre | 20 (CRI) | Svein Tuft           | Rory Sutherland   |
| 5ª    | 16 de junio | Circuito en Quebec                    | 125      | Vegard Stake Laengen | Rory Sutherland   |
| 6ª    | 17 de junio | Circuito en Saint-Georges             | 125      | Bruno Langlois       | Rory Sutherland   |

## Clasificaciones
Las clasificaciones culminaron de la siguiente manera:

### Clasificación general
| Posición | Ciclista          | Equipo                         | Tiempo           |
| -------- | ----------------- | ------------------------------ | ---------------- |
|          | Rory Sutherland   | UnitedHealthcare               | 19 h 07 min 19 s |
| 2        | Hugo Houle        | SpiderTech-C10                 | a 19 s           |
| 3        | Christian Meier   | Selección de Canadá            | a 43 s           |
| 4        | Svein Tuft        | Selección de Canadá            | a 1 min 06 s     |
| 5        | Matt Cooke        | Team Exergy                    | a 1 min 07 s     |
| 6        | Marc de Maar      | UnitedHealthcare               | a 1 min 12 s     |
| 7        | Francisco Mancebo | Competitive Cyclist            | a 1 min 17 s     |
| 8        | Ryan Roth         | SpiderTech-C10                 | a 1 min 29 s     |
| 9        | Sebastian Salas   | Optum-Kelly Benefit Strategies | a 1 min 31 s     |
| 10       | Rob Britton       | H&R Block                      | a 1 min 38 s     |

### Clasificación por puntos
| Posición | Ciclista            | Equipo              | Puntos |
| -------- | ------------------- | ------------------- | ------ |
|          | Francisco Mancebo   | Competitive Cyclist | 53     |
| 2        | Matthias Friedemann | Champion System     | 52     |
| 3        | Christian Meier     | Selección de Canadá | 46     |

### Clasificación de la montaña
| Posición | Ciclista     | Equipo                         | Puntos |
| -------- | ------------ | ------------------------------ | ------ |
|          | Ken Hanson   | Optum-Kelly Benefit Strategies | 38     |
| 2        | Nic Hamilton | Selección de Canadá            | 33     |
| 3        | Craig Lewis  | Champion System                | 23     |

### Clasificación por equipos
| Posición | Equipo              | Tiempo           |
| -------- | ------------------- | ---------------- |
|          | UnitedHealthcare    | 57 h 25 min 22 s |
| 2        | SpiderTech-C10      | a 1 min 14 s     |
| 3        | Selección de Canadá | a 1 min 48 s     |
| 4        | Champion System     | a 4 min 23 s     |
| 5        | Competitive Cyclist | a 6 min 56 s     |

## UCI America Tour
La carrera al estar integrada al calendario internacional americano 2011-2012 otorga puntos para dicho campeonato. El baremo de puntuación es el siguiente:
| Posición                    | 1º | 2º | 3º | 4º | 5º | 6º | 7º | 8º |
| Clasificación general final | 40 | 30 | 16 | 12 | 10 | 8  | 6  | 3  |
| Por etapa                   | 8  | 5  | 2  |    |    |    |    |    |
| Lider General por etapa     | 4  |    |    |    |    |    |    |    |

Los ciclistas que obtuvieron puntaje fueron los siguientes:
- Nota:Svein Tuft y Christian Meier representaron a la selección de Canadá pero pertenecen a un equipo ProTeam (Orica-GreenEDGE), por lo cual sus puntos no van a la clasificación del UCI America Tour.

| Ciclista              | Equipo                         | Puntos por la clasificación final | Puntos de etapa | Puntos de líder | Total |
| --------------------- | ------------------------------ | --------------------------------- | --------------- | --------------- | ----- |
| Rory Sutherland       | UnitedHealthcare               | 40                                | 7               | 8               | 55    |
| Hugo Houle            | SpiderTech-C10                 | 30                                | 2               | -               | 32    |
| Francisco Mancebo     | Competitive Cyclist            | 6                                 | 13              | 12              | 31    |
| Svein Tuft            | Selección de Canadá            | 12                                | 8               | -               | 20    |
| Matt Cooke            | Team Exergy                    | 10                                | 8               | -               | 18    |
| Christian Meier       | Selección de Canadá            | 16                                | -               | -               | 16    |
| Marc de Maar          | UnitedHealthcare               | 8                                 | -               | -               | 8     |
| Ryan Roth             | SpiderTech-C10                 | 3                                 | 5               | -               | 8     |
| Bruno Langlois        | Garneau-Quebecor-Norton Rose   | -                                 | 8               | -               | 8     |
| Vegard Laengen        | Team Type 1-Sanofi             | -                                 | 8               | -               | 8     |
| Craig Lewis           | Champion System                | -                                 | 8               | -               | 8     |
| Marsh Cooper          | Team Raleigh-GAC               | -                                 | 5               | -               | 5     |
| Russell Hampton       | Optum-Kelly Benefit Strategies | -                                 | 5               | -               | 5     |
| James Sparling        | Team Raleigh-GAC               | -                                 | 5               | -               | 5     |
| Matthias Friedemann   | Champion System                | -                                 | 4               | -               | 4     |
| Liam Holohan          | Team Raleigh-GAC               | -                                 | 2               | -               | 2     |
| Alexander Serebryakov | Team Type 1-Sanofi             | -                                 | 2               | -               | 2     |